# Nils Posse (Sportpädagoge)

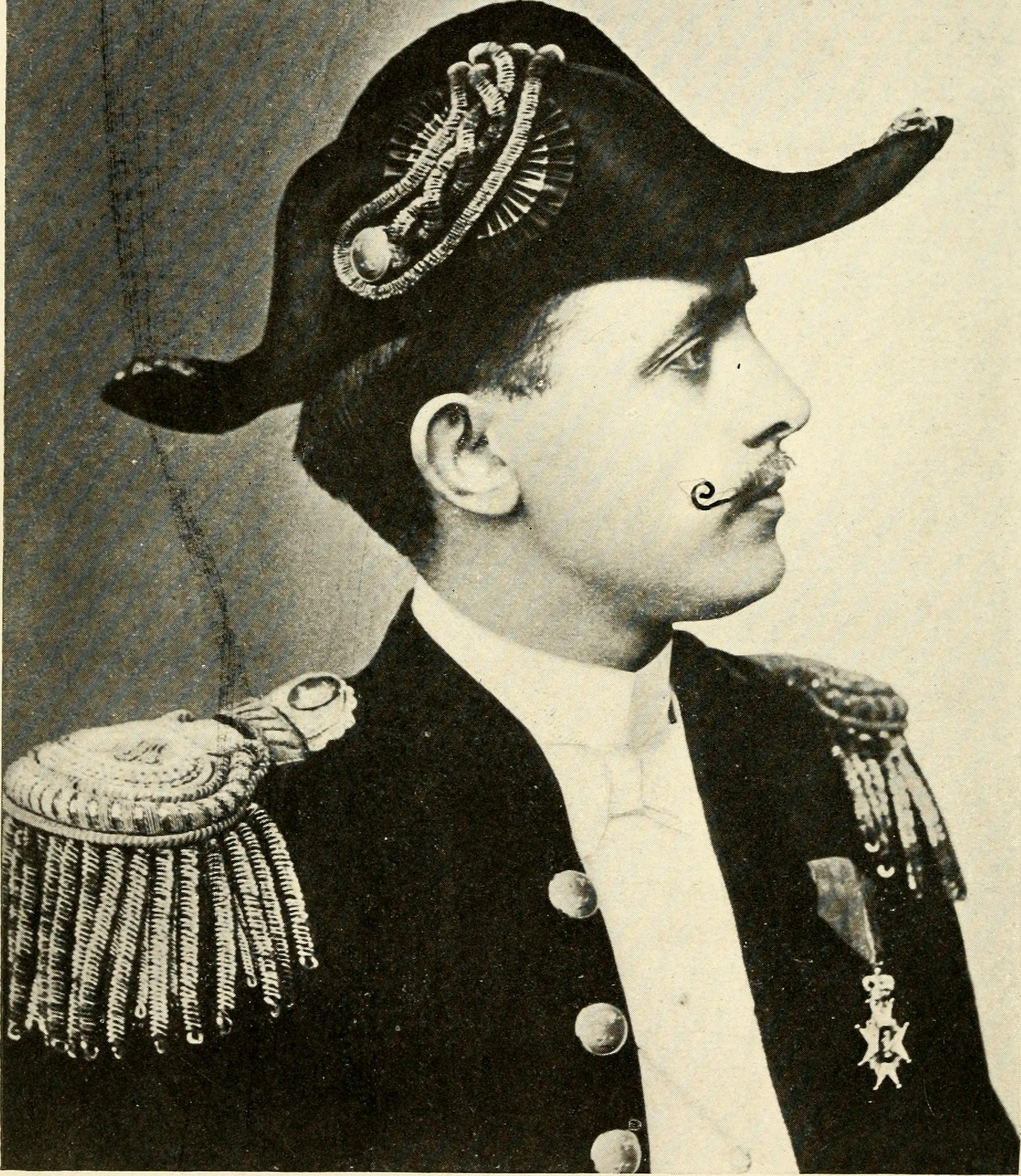
Nils Posse

Baron Nils Posse K.G.V. (* 15. Mai 1862 in Säby bei Stockholm, Schweden; † 18. Dezember 1895 in Boston, Massachusetts, Vereinigte Staaten) war ein schwedischer Sportpädagoge.

## Leben und Wirken
Nils Posse war der Sohn von Baron Knut Henrik Posse (1824–1883) und Sophia Wilhelmina geb. Lilliestråle und trug von Geburt an den Titel eines Barons. Er besuchte die von seinem Vater geleitete Militärschule in Marieberg, die er 1880 abschloss. 1881 wurde er zum Leutnant befördert und diente zunächst in einem Infanterieregiment und ab 1883 in einem Artillerieregiment. Gleichzeitig machte er eine Ausbildung am Kungliga Gymnastiska Centralinstitutet in Stockholm. 1884 beendete er die Ausbildung und verließ das Militär. 
Während seiner Zeit beim Militär wurde er Mitglied verschiedener Stockholmer Sportklubs, so in einem Turnverein, einem Fechtklub und einem Ruderklub. 1883 trat er in den Eiskunstlaufverein „Stockholms Allmänna Skridskoklubb“ ein. Beim jährlichen Klubwettbewerb wurde er Zweiter hinter C. F. Mellin, ein Jahr später siegte er vor Mellin und den auswärtigen Teilnehmern des Wiener Eislauf-Vereins. 
1885 ging er in die Vereinigten Staaten nach Boston, Massachusetts. Dort unterrichtete er an einer Schule zur Ausbildung von Sportlehrerinnen, die ab 1889 unter dem Namen „Boston Normal School of Gymnastics“ von Mary Hemenway gefördert und von Amy Morris Homans geleitet wurde. Er schrieb Beiträge und hielt Vorträge zum Sportunterricht. Zusammen mit dem norwegischen Sportpädagogen und Vizekonsul von Norwegen und Schweden in Washington Hartvig Nissen machte er das von Pehr Henrik Ling entwickelte „Schwedische Turnsystem“ in den Vereinigten Staaten populär. 1887 heiratete er die Lehrerin Rose Moore Smith aus Newburyport. 
Trotz seiner Orientierung auf das Turnen arbeitete er weiter an Grundlagen des Eiskunstlaufs. 1889 veröffentlichte er das Buch Handbok i figuråkning å skridskor (Handbuch des Eiskunstlaufs). Darin beschäftigt er sich mit Fragen der Technik von Figuren, der Gestaltung einer Kür und mit dem Eistanzen. Insbesondere stellt er durch seine Beschreibung von Figuren heraus, dass sich der Eiskunstlauf in Skandinavien anders entwickelte als der in Großbritannien und Amerika damals populäre „englische Stil“. 1893 war er Vorsitzender Preisrichter bei einem Eiskunstlaufwettbewerb in Salem und klärte die Teilnehmer über den skandinavischen Stil des Eiskunstlaufs auf.
1890 war er Dozent am New England Hospital for Women und eröffnete das Ausbildungsinstitut „Posse Gymnasium“, das ab 1893 das Posse Gymnasium Journal veröffentlichte. Bei der Weltausstellung World’s Columbian Exposition 1893 in Chicago war er als Vertreter des Schwedischen Tourismusverbandes, des Schwedischen Yachtverbandes und des Stockholmer Turnverbandes tätig.
Nils Posse wurde anlässlich seines 33. Geburtstag am 15. Mai 1895 vom König von Schweden die Auszeichnung „Ritter von Gustav Wasa“ (K.G.V.) verliehen. Er starb am 12. Dezember 1894 an Herzversagen. Die Schule wurde von seiner Frau weitergeführt. 1915 wurde Hartvig Nissen Präsident und die Schule wurde in „Posse Nissen School of Physical Education“ umbenannt. Rose Posse gab bis mindestens 1916 das Posse Gymnasium Journal heraus.

## Schriften
- Handbok i figuråkning å skridskor. Gebers, Stockholm 1889, OCLC 894201441.
- Fredrik Johan Björnström: Hypnotism. Its history and present development. Aus dem Schwedischen ins Englische übersetzt von Nils Posse. Humboldt, New York 1889 (archive.org).
- Douglas Graham: Massage. Kort framställning, bemyndigad. Aus dem Englischen ins Schwedische übersetzt von Nils Posse. Gleerup, Lund 1889 (online).
- The Swedish system of educational gymnastics. Lee and Shepard, Boston 1890 (online). Nachdruck: Hansebooks, Norderstedt 2017, ISBN 978-3-337-03433-7.
- How gymnastics are taught in Sweden. The chief characteristics of the Swedish system of gymnastics. Marvin, Boston 1891, OCLC 29243795.
- Handbook of school-gymnastics of the Swedish system. With 100 consecutive tables of exercises and an appendix of classified lists of movements. Lee and Shepard, Boston 1892. Nachdruck: Hansebooks, Norderstedt 2019, ISBN 978-3-337-72389-7.
- The special kinesiology of educational gymnastics. Lee and Shepard, Boston 1894, OCLC 504632357.
- Columbian collection of essays on Swedish gymnastics. Posse Gymnasium, Boston 1896, OCLC 10082438.
- Manual of medical gymnastics. Herausgegeben von Rose Posse. Boston 1907, OCLC 1157350775.